# 羽幌岳
羽幌岳（はぼろだけ）は、北海道の苫前郡羽幌町と雨竜郡幌加内町の2町にまたがる標高649.2mの山である。山頂には二等三角点「羽幌岳」が設置されている。

## 概要
天塩山地中央部に位置する山で、羽幌町・幌加内町の境を通る主稜線上に位置するものの山頂自体は僅かに羽幌町側にある。西側・南側の山麓はなだらかな地形が形成されており、山頂北西方向の中腹には無名の池がある。
山名の「羽幌」は羽幌川を指しアイヌ語の「ハポロペツ（流出が広大な川）」が語源とされ、羽幌町として町名にも使われている。なお羽幌川の源流自体は上古丹別山付近にあるため羽幌岳は源頭ではない。

## 登山
登山道は存在せず、一般的にこのような山は藪が埋もれる残雪期に登られることが多いが、幌加内町側は朱鞠内林道が除雪されないため残雪期は無雪期に比べて長距離を歩く必要があること、羽幌町側は羽幌岳周辺の林道へ行く道道741号が災害による通年通行止めとなっていることからアプローチが難しく、そのため最寄のアプローチは国道239号からとなるため無雪期に登られることが多い。無雪期は朱鞠内林道を通って登るのがメインルートで、道中は未完成に終わった名羽線の遺構を楽しみながら登ることができるが、羽幌岳上部は藪漕ぎをして登る必要がある。